# Батуринські читання
Батуринські читання — наукові конференції Національного історико-культурного заповідника «Гетьманська столиця».

## Історія
Першою на базі заповідника «Гетьманська столиця» у червні 1997 р. було організовано та проведено україно-румунську конференцію «Проблеми урбанізації та етнокультурних контактів у Південно-Східній Європі».
Наступного року відбулася наукова конференція, присвячена 270-річниці з дня народження Кирила Розумовського (травень 1998 р.) — матеріали якої надруковано у журналі «Сіверянський літопис».
Жовтень 1999 р. — наукова конференція з нагоди 290-річниці з дня народження гетьмана Івана Мазепи.
Міжнародна наукова конференція, присвячена 225-річниці з дня народження видатного українського бджоляра Петра Прокоповича, проводилася спільно з Інститутом бджільництва ім. П. І. Прокоповича (серпень 2000 р.).
З 2003 року наукові конференції у Національному історико-культурному заповіднику «Гетьманська столиця» проходять майже щорічно:
- Наукова конференція «Кирило Розумовський — останній гетьман України» з нагоди 275-річниці з дня народження та 200-річниці смерті К. Г. Розумовського (травень 2003 р.).
- Міжнародна наукова конференція до 10-ї річниці заснування заповідника та 295-річниці з дня смерті гетьмана І. С. Мазепи (травень 2004 р.).
- Наукова конференція, присвячена 230-й річниці з дня народження П. Прокоповича (червень 2005 р.).
- Наукова конференція «Культурно-релігійний розвиток Гетьманщини кінця XVII — початку XVIII століття» (вересень 2006 р.).
- IX Батуринські читання «Козацька старшина кінця XVII — початку XVIII ст.», присвячені 335-й річниці з дня народження Пилипа Орлика (травень — червень 2007 р.).
- X Батуринські читання «Батурин та його роль в історії Української козацької держави» (червень 2009 р.).
- XI Батуринські читання «Монастирі як релігійні, культурно-освітні та господарські осередки доби Гетьманщини» (травень 2011 р.).
- XII Батуринські читання, присвячені 285-й річниці з дня народження К. Г. Розумовського та 20-й річниці створення НІКЗ «Гетьманська столиця» (13—14 червня 2013 р.)[1].
- XIII Батуринські читання, присвячені 375-й річниці з дня народження І. С. Мазепи (червень 2014 р.).
- XIV Батуринські читання, присвячені 340-й річниці з дня об'єднання України під владою гетьмана Івана Самойловича (3—4 листопада 2016 р.)[2].
- XV Батуринські читання, присвячені 350-й річниці обрання гетьманом України Д. Ігнатовича та 25-й річниці створення НІКЗ «Гетьманська столиця» (14—15 червня 2018 р.)[3].
- XVI Батуринські читання, присвячені 350-й річниці започаткування гетьманської столиці в Батурині (6—7 червня 2019 р.).
- XVII Батуринські читання (10—11 червня 2021 р.).

## Тематичні напрями Батуринських читань
- Батурин у контексті державотворчих процесів XVII—XVIII ст.
- Історичні постаті України та Батурин.
- Історія козацтва та Гетьманщини.
- Актуальні теоретичні та методичні проблеми сучасного музеєзнавства, пам'яткознавства, краєзнавства.

Батуринські читання надають можливість їх учасникам поділитися науковими здобутками, вивчити досвід та обмінятись думками у справі вирішення на сучасному етапі проблем наукового дослідження, реставрації, охорони та популяризації культурної спадщини.

## Публікації матеріалів
З 2006 р. заповідник публікує виголошені доповіді. З 2008 р. виходить збірка наукових статей «Батуринська старовина».